# Brits zonevoetbalkampioenschap 1946/47
Het Brits zonevoetbalkampioenschap 1946/47 was het tweede voetbalkampioenschap van de Britse bezettingszone in Duitsland. Het georganiseerde voetbal door de DFB was er niet in de eerste jaren na de Tweede Wereldoorlog. Echter werden in de verschillende bezettingszones wel kampioenschappen gespeeld.  

## Noord-Duitsland

### Hamburg
| Plaats | Club                   | Wed. | W  | G | V  | Saldo  | Ptn.  |
| ------ | ---------------------- | ---- | -- | - | -- | ------ | ----- |
| 01.    | FC St. Pauli           | 22   | 18 | 1 | 3  | 77:27  | 37:7  |
| 02.    | Hamburger SV (K)       | 22   | 16 | 2 | 4  | 101:33 | 34:10 |
| 03.    | SC Concordia Hamburg   | 22   | 16 | 1 | 5  | 93:31  | 33:11 |
| 04.    | SC Victoria Hamburg    | 22   | 14 | 2 | 6  | 44:26  | 30:14 |
| 05.    | Eimsbütteler TV        | 22   | 14 | 1 | 7  | 89:43  | 29:15 |
| 06.    | Altonaer FC von 1893   | 22   | 12 | 3 | 7  | 72:35  | 27:17 |
| 07.    | TuS Hamburg 1880 (N)   | 22   | 7  | 3 | 12 | 42:78  | 17:27 |
| 08.    | Union 03 Altona        | 22   | 7  | 2 | 13 | 31:61  | 16:28 |
| 09.    | SpVgg Blankenese       | 22   | 5  | 6 | 11 | 26:68  | 16:28 |
| 10.    | SC Sperber Hamburg (N) | 22   | 4  | 2 | 16 | 28:71  | 10:34 |
| 11.    | Viktoria Wilhelmsburg  | 22   | 3  | 2 | 17 | 33:99  | 08:36 |
| 12.    | Post SV Hamburg        | 22   | 3  | 1 | 18 | 33:97  | 07:37 |

### Sleeswijk-Holstein
| Plaats | Club            | Wed. | W | G | V | Saldo | Ptn. |
| ------ | --------------- | ---- | - | - | - | ----- | ---- |
| 1.     | VfB Lübeck      | 6    | 4 | 2 | 0 | 20:08 | 10:2 |
| 2.     | Holstein Kiel   | 6    | 3 | 1 | 2 | 13:08 | 07:5 |
| 3.     | Itzehoer SV     | 5    | 1 | 1 | 3 | 07:13 | 03:7 |
| 4.     | FVgg Kilia Kiel | 5    | 1 | 0 | 4 | 05:16 | 02:8 |

### Nedersaksen
Oberliga Niedersachsen Nord
| Plaats | Club                | Wed. | W | G | V | Saldo   | Ptn.  |
| ------ | ------------------- | ---- | - | - | - | ------- | ----- |
| 01.    | Werder Bremen       | 24   |   |   |   | 109:31  | 40:8  |
| 02.    | VfL Osnabrück       | 24   |   |   |   | 108:27  | 38:10 |
| 03.    | Bremer SV           | 24   |   |   |   | 087:37  | 34:14 |
| 04.    | VfB Oldenburg       | 24   |   |   |   | 073:42  | 31:17 |
| 05.    | TuS Bremerhaven 93  | 24   |   |   |   | 082:45  | 30:18 |
| 06.    | Eintracht Osnabrück | 24   |   |   |   | 067:43  | 30:18 |
| 07.    | ASV Blumenthal      | 24   |   |   |   | 048:52  | 19:29 |
| 08.    | VfL Rüstringen      | 24   |   |   |   | 028:52  | 14:34 |
| 09.    | SV Hemelingen       | 24   |   |   |   | 041:59  | 14:34 |
| 10.    | TuS Haste 01        | 24   |   |   |   | 042:82  | 14:34 |
| 11.    | Cuxhavener SV       | 24   |   |   |   | 034:70  | 12:36 |
| 12.    | VfL Germania Leer   | 24   |   |   |   | 030:99  | 11:37 |
| 13.    | ATS Bremerhaven     | 24   |   |   |   | 027:104 | 11:37 |

Oberliga Niedersachsen Süd
| Plaats | Club                     | Wed. | W  | G | V  | Saldo | Ptn.  |
| ------ | ------------------------ | ---- | -- | - | -- | ----- | ----- |
| 01.    | TSV Braunschweig (K)     | 20   | 18 | 0 | 2  | 84:21 | 36:4  |
| 02.    | SV Arminia Hannover      | 20   | 16 | 1 | 3  | 85:34 | 33:7  |
| 03.    | SV Linden 07             | 20   | 10 | 3 | 7  | 59:54 | 23:17 |
| 04.    | VfB Peine                | 20   | 9  | 4 | 7  | 48:53 | 22:18 |
| 05.    | Wolfenbütteler SV        | 20   | 10 | 0 | 10 | 66:48 | 20:20 |
| 06.    | Hannover 96              | 18   | 9  | 1 | 8  | 54:36 | 19:17 |
| 07.    | Tuspo Holzminden (N)     | 19   | 8  | 2 | 9  | 41:56 | 18:20 |
| 08.    | Werder Hannover          | 19   | 6  | 4 | 9  | 36:51 | 16:22 |
| 09.    | Schwarz-Gelb Göttingen   | 19   | 6  | 1 | 12 | 46:72 | 13:25 |
| 10.    | ATSV Nienburg (N)        | 19   | 4  | 2 | 13 | 29:70 | 10:28 |
| 11.    | MTV Braunschweig (N)     | 18   | 0  | 4 | 14 | 21:61 | 04:32 |
| 12.    | SV Rot-Weiß Braunschweig |      |    |   |    | :     | :     |
| 13.    | Hannoverscher SC (N)     |      |    |   |    | :     | :     |

Finale
| Team#1           |   | Team#2        | Uitslag | Uitslag | Uitslag |
| ---------------- | - | ------------- | ------- | ------- | ------- |
| TSV Braunschweig | - | Werder Bremen | 3:1     | 0:3     | 3:4     |

## West-Duitsland

### Westfalen
Er kwam geen finale tussen beide clubs omdat de Britse overheden dat verboden. 

Groep 1
| Plaats | Club                    | Wed. | W  | G | V  | Saldo | Ptn.  |
| ------ | ----------------------- | ---- | -- | - | -- | ----- | ----- |
| 01.    | FC Schalke 04 (G)       | 18   | 16 | 2 | 0  | 92:17 | 34:2  |
| 02.    | STV Horst-Emscher       | 18   | 14 | 1 | 3  | 64:29 | 29:7  |
| 03.    | SpVgg Röhlinghausen     | 18   | 11 | 2 | 5  | 49:31 | 24:12 |
| 04.    | Westfalia Herne         | 18   | 10 | 2 | 6  | 46:36 | 22:14 |
| 05.    | SV Höntrop (N)          | 18   | 8  | 2 | 8  | 33:40 | 18:18 |
| 06.    | TuS Milspe (N)          | 18   | 3  | 6 | 9  | 32:52 | 12:24 |
| 07.    | VfL Bochum              | 18   | 4  | 3 | 11 | 20:35 | 11:25 |
| 08.    | Union Gelsenkirchen     | 18   | 4  | 3 | 11 | 37:63 | 11:25 |
| 09.    | Alemannia Gelsenkirchen | 18   | 3  | 4 | 11 | 22:47 | 10:26 |
| 10.    | SpVgg Herten (2)        | 18   | 3  | 3 | 12 | 26:71 | 09:27 |

Groep 2
| Plaats | Club                   | Wed. | W  | G | V  | Saldo | Ptn.  |
| ------ | ---------------------- | ---- | -- | - | -- | ----- | ----- |
| 01.    | Borussia Dortmund      | 18   | 12 | 5 | 1  | 54:18 | 29:7  |
| 02.    | SpVgg Erkenschwick (G) | 18   | 10 | 6 | 2  | 65:28 | 26:10 |
| 03.    | VfL Witten (N)         | 18   | 10 | 4 | 4  | 47:38 | 24:12 |
| 04.    | Preußen Münster        | 18   | 10 | 2 | 6  | 39:25 | 22:14 |
| 05.    | VfB 03 Bielefeld       | 18   | 5  | 6 | 7  | 28:46 | 16:20 |
| 06.    | FV 09 Hombruch (N)     | 18   | 6  | 3 | 9  | 29:30 | 15:21 |
| 07.    | TBV Mengede 08 (N)     | 18   | 5  | 4 | 9  | 29:48 | 14:22 |
| 08.    | VfL Altenbögge         | 18   | 3  | 6 | 9  | 20:33 | 12:24 |
| 09.    | SC Greven 09 (N)       | 18   | 4  | 3 | 11 | 24:42 | 11:25 |
| 10.    | Arminia Marten         | 18   | 4  | 3 | 11 | 26:53 | 11:25 |

Finale
| Thuisploeg        |   | Uitploeg      | Uitslag |
| ----------------- | - | ------------- | ------- |
| Borussia Dortmund | - | FC Schalke 04 | 3:2     |

### Mittelrhein
| Plaats | Club               | Wed. | W  | G  | V  | Saldo  | Ptn.  |
| ------ | ------------------ | ---- | -- | -- | -- | ------ | ----- |
| 01.    | VfR Köln 04 rrh.   | 30   | 21 | 4  | 5  | 78:34  | 46:14 |
| 02.    | Alemannia Aachen   | 30   | 16 | 8  | 6  | 69:53  | 40:20 |
| 03.    | Bayenthaler SV     | 30   | 16 | 6  | 8  | 100:70 | 38:22 |
| 04.    | Rhenania Würselen  | 30   | 14 | 6  | 10 | 64:54  | 34:26 |
| 05.    | FV 08/09 Godesberg | 30   | 15 | 2  | 13 | 61:65  | 32:28 |
| 06.    | VfL Köln 1899      | 30   | 11 | 9  | 10 | 77:50  | 31:29 |
| 07.    | SG Düren 99 (K)    | 30   | 12 | 7  | 11 | 61:55  | 31:29 |
| 08.    | Schwarz-Weiß Köln  | 30   | 10 | 10 | 10 | 53:44  | 30:30 |
| 09.    | Bonner FV          | 30   | 12 | 6  | 12 | 62:58  | 30:30 |
| 10.    | Mülheimer SV 06    | 30   | 12 | 6  | 12 | 55:60  | 30:30 |
| 11.    | SV 04 Leverkusen   | 30   | 12 | 6  | 12 | 49:61  | 30:30 |
| 12.    | SSV Troisdorf 05   | 30   | 12 | 4  | 14 | 64:68  | 28:32 |
| 13.    | Rhenania Köln      | 30   | 11 | 3  | 16 | 55:69  | 25:35 |
| 14.    | TuRa 04 Bonn       | 30   | 10 | 1  | 19 | 46:71  | 21:39 |
| 15.    | SpVgg Sülz 07      | 30   | 8  | 4  | 18 | 62:81  | 20:40 |
| 16.    | SV Beuel 06        | 30   | 4  | 6  | 20 | 34:97  | 14:46 |

### Niederrhein
Bezirk Berg-Mark
| Plaats | Club                    | Wed. | W | G | V | Saldo | Ptn. |
| ------ | ----------------------- | ---- | - | - | - | ----- | ---- |
| 1.     | Rot-Weiß Oberhausen (K) | 3    |   |   |   | :     | 5:1  |
| 2.     | Fortuna Düsseldorf      | 3    |   |   |   | :     | 5:1  |
| 3.     | Sportfreunde Katernberg | 3    |   |   |   | :     | 2:4  |
| 4.     | Rheydter SpV            | 3    |   |   |   | :     | 0:6  |

Play-off
| Thuisploeg          |   | Uitploeg           | Uitslag |
| ------------------- | - | ------------------ | ------- |
| Rot-Weiß Oberhausen | – | Fortuna Düsseldorf | 3:1     |

## Eindronde

### Kwalificatie
West-Duitse vicekampioenen
| Datum    | Team 1             |   | Team 2             | Uitslag   | Stad           |
| -------- | ------------------ | - | ------------------ | --------- | -------------- |
| 01.06.47 | FC Schalke 04      | – | Alemannia Aachen   | 5:0 (4:0) | Essen          |
| xx.xx.47 | Fortuna Düsseldorf | – | FC Schalke 04      | 0:4 (?:?) | Recklinghausen |
| 02.07.47 | Alemannia Aachen   | – | Fortuna Düsseldorf | 1:5 (1:2) | Aachen         |

Noord-Duitse vicekampioenen
| Datum    | Team 1       |   | Team 2        | Uitslag   | Stad    |
| -------- | ------------ | - | ------------- | --------- | ------- |
| 14.06.47 | Hamburger SV | – | VfB Lübeck    | 5:2 (2:0) | Hamburg |
|          | FC St. Pauli | – | Holstein Kiel |           |         |

### Kwartfinale
| Datum    | Team 1            |   | Team 2              | Uitslag             | Stad                        |
| -------- | ----------------- | - | ------------------- | ------------------- | --------------------------- |
| 08.06.47 | Borussia Dortmund | – | Werder Bremen       | 4:2 (?:?)           | Bochum                      |
| 22.06.47 | VfR Köln 04 rrh.  | – | Holstein Kiel       | 2:1 n.V. (1:1, 1:1) | Köln                        |
| 22.06.47 | TSV Braunschweig  | – | Rot-Weiß Oberhausen | 2:3 n.V. (2:2, 2:0) | Hannover, Hindenburgstadion |
| 22.06.47 | Hamburger SV      | – | FC Schalke 04       | 0:0 n.V.            | Hamburg, Volksparkstadion   |

Replay
| 29.06.47 | FC Schalke 04 | – | Hamburger SV | 0:2 (0:0) | Gelsenkirchen, Glückauf-Kampfbahn |

### Halve Finale
| Datum    | Team 1            |   | Team 2              | Uitslag             | Stad                   |
| -------- | ----------------- | - | ------------------- | ------------------- | ---------------------- |
| 29.06.47 | Borussia Dortmund | – | VfR Köln 04 rrh.    | 5:4 n.V. (4:4, 2:2) |                        |
| 06.07.47 | Hamburger SV      | – | Rot Weiß Oberhausen | 3:1 (1:1)           | Duisburg, Wedaustadion |

### Troosting
| Datum    | Team 1              |   | Team 2           | Uitslag   | Stad                       |
| -------- | ------------------- | - | ---------------- | --------- | -------------------------- |
| 13.07.47 | Rot Weiß Oberhausen | – | VfR Köln 04 rrh. | 1:4 (1:3) | Oberhausen, Am Vinzenzhaus |

### Finale
| Datum    | Team 1       |   | Team 2            | Uitslag   | Stad       |
| -------- | ------------ | - | ----------------- | --------- | ---------- |
| 13.07.47 | Hamburger SV | – | Borussia Dortmund | 1:0 (1:0) | Düsseldorf |

| Legende                       |
| ----------------------------- |
| Deelname eindronde            |
| Kwalificatie Oberliga 1947/48 |

1945/46 · 1946/47 · 1947/48